# 秋田県立高等学校 (旧制)
| 秋田県立高等学校（旧制） | 秋田県立高等学校（旧制） |
| ------------------------ | ------------------------ |
| 創立                     | 1947年                   |
| 所在地                   | 秋田市                   |
| 初代校長                 | 野口洪基                 |
| 廃止                     | 1950年                   |
| 後身校                   | －                       |
| 同窓会                   | －                       |

旧制秋田県立高等学校 （きゅうせいあきたけんりつこうとうがっこう） は、1947年9月、秋田県に設立された公立の旧制高等学校。

## 概要
- 1947年3月に 「B級」 と判定され、4月に校舎を焼失した旧制秋田県立女子医学専門学校の代替として、将来の医科大学設置を目標として設置された、いわゆる「戦後特設高等学校」である（A級B級判定については、旧制医学専門学校を参照）。
- 修業年限3年の高等科 （理科のみ） を設置した。
- 新制大学に移行することなく、1950年3月に廃校となった。秋田県における高等医学教育は、1970年に国立秋田大学に医学部が置かれるまで途絶えることとなる。

## 沿革
旧制秋田県立女子医学専門学校 （以下、女子医専） は第二次世界大戦中に医師速成を目的として設立されたが、戦後の1947年3月、設備不足のため B級 （存続不可） と判定された。翌4月に女子医専校舎は火災で全焼し、秋田県は女子医専の医科大学昇格を断念した。県は、将来県立医科大学を設置するための布石として、高等学校令による旧制県立高等学校を設置することにした。
- 1947年4月26日： 秋田県立高等学校設置認可申請。
- 1947年9月16日： 文部省により秋田県立高等学校設置認可[1]。
- 1947年10月14日： 女子医専の廃止申請 （県立高等学校設置で不要となった由）。
- 1947年11月30日： 女子医専、廃止。
- 1947年12月15日： 開校式、第1回入学式。
  - 第1期合格者は男子38名・女子6名の計44名 （学年定員40名）。
- 1948年4月29日： 第2期合格者 （男子39名・女子6名） に入学許可。
- 1950年3月31日： 秋田県立高等学校、廃止。
  - 第1期生卒業者36名。

## 歴代校長
- 初代： 野口洪基 （1947年9月 - ）
  - 新制秋田大学学芸学部 （現・教育文化学部） 初代学部長となった。

## 校地の変遷と継承
創設から廃止まで、秋田市中島町 （現・千秋中島町） の秋田県立秋田高等女学校 （現・秋田県立秋田北高等学校） の 「あげまき会館」 を仮校舎として使用した。

## 関連書籍
- 秋田市（編）　『秋田市史 : 第5巻 近現代II 通史編』　秋田市、2005年3月、396頁-397頁。
- 秦郁彦　『旧制高校物語』　文春新書、文藝春秋刊、2003年12月、224頁-226頁。ISBN 4166603558
- 秋田県教育委員会（編）　『秋田県教育史 : 第6巻通史編II』　秋田県教育委員会、1986年3月、825頁-826頁。
- 秋田魁新報社（編）　『秋田大百科事典』　秋田魁新報社、1981年9月、24頁。